# Деннис Морган
Де́ннис Мо́рган (англ. Dennis Morgan, полное имя Эрл Стэнли Морнер, англ. Earl Stanley Morner; 20 декабря 1908, Прентис — 7 сентября 1994, Фресно) — американский киноактёр и певец.

## Биография
Деннис Морган родился и вырос в маленьком посёлке Прентис в Висконсине, он второй из трёх детей. Отец — Френк Морнер был банкиром шведского происхождения, мать — Грейс Морнер до замужества изучала музыку, любовь к музыке передалась Деннису. Уже с детства он профессионально начал заниматься музыкой, пел в церкви и играл на тромбоне в школьной группе. Старший брат Кеннет умер за двенадцать дней до рождения Денниса, позже родилась сестра Дороти. Пение занимает большое место в жизни Денниса. Его вокальные способности были настолько хороши, что в 1930—1931 г. г. Деннис выигрывает конкурс имени Этуотера Кента.
В 1930 году Деннис окончил колледж и начал гастролировать по Среднему Западу с оперой Фауст, где он был занят в главной роли. После турне Деннис отправляется на поиски постоянной работы. Он начинает работать на радиостанции «WTMJ» в Милуоки. Деннис работает с утра до ночи почти без выходных — он поет песни и читает стихи. В 1933 году он из Милуоки отправляется в Чикаго, где работает в Чикагском оперном театре и на Всемирной выставке. Однажды выступление Денниса услышала оперная певица Мэри Гарден, которая помогла Деннису подписать контракт с голливудской киноиндустрии «MGM».
В «MGM» Деннис работает в эпизодических ролях. В 1936 году Деннис получил роль офицера периода первой мировой войны в фильме («Сюзи» 1936) с Джин Харлоу и Кэри Грантом в главной роли. Затем была роль в картине («Великий Зигфилд» 1936) с Мирной Лой и Уильямом Пауэллом. Деннису надоедает играть в эпизодических ролях и он просит «MGM» отпустить его, чтобы он мог перейти на другую студию — «Paramount».
В 1938 году Деннис подписывает шестимесячный контракт с «Paramount», но и там он снимается в эпизодических ролях («Король Алькатраса» 1938), («Мужчины с крыльями» 1938), («Незаконная оборона» 1938), («Лицо в подполье» 1938). Вскоре Деннис уходит из «Paramount» и подписывает новый контракт с компанией «Warner Bros».

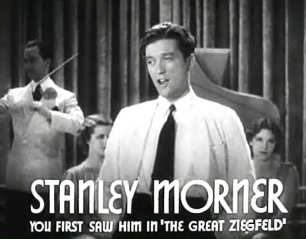
до 1940 Деннис Морган выступал как Стэнли Морнер

Когда в 1939 году Деннис подписал контракт с «Warner Bros», президент компании Джек Уорнер сказал — «Стэнли Морнер (до 1940 года Деннис Морган выступал, как Стэнли Морнер) звучит слишком грустно». Так как он был певец решили дать ему ирландское имя, чтобы все думали, что он ирландец — «Я очень горжусь своим шведским происхождением, но я очень люблю Ирландию», — сказал Деннис. В 40-е годы начался новый взлет карьеры Денниса, он становится одним из самых востребованных и высокооплачиваемых артистов «Warner Bros». В течение многих лет Деннису удалось поработать практически со всеми самыми популярными актёрами и секс-символами Голливуда: Джин Харлоу, Мирна Лой, Гэйл Патрик, Глория Диксон, Розмари Лейн, Вирджиния Мейо, Джоан Кроуфорд, Лорейн Дэй, Рита Морено, Аманда Блейк и др.

## Личная жизнь
Деннис Морган учился в школе, когда впервые увидел Лилиану Ведер, дочь городского врача. Это была любовь с первого взгляда, они поженятся 5 сентября 1933 года. Деннис и Лилиана прожили вместе шестьдесят лет. В 1934 году родился старший сын Стенли Морнер, в 1937 году — дочь Кристин Морган, которая снялась вместе с отцом в фильме «Моя дикая ирландская роза», в 1943 году родился младший сын Джеймс Морнер. Деннис и Лилиана вели тихую и спокойную жизнь среди блеска Голливуда, многие называли их «голливудская семья по соседству».
Деннис умер 7 сентября 1994 от сердечного приступа.